# Penicillium ootensis
Penicillium ootensis är en svampart som beskrevs av A.K. Gupta & S. Chauhan 1996. Penicillium ootensis ingår i släktet Penicillium och familjen Trichocomaceae.   Inga underarter finns listade i Catalogue of Life.